# Chiesa di San Martino Vescovo (Corte Franca)
La chiesa di San Martino Vescovo è la parrocchiale di Nigoline Bonomelli, frazione del comune sparso di Corte Franca, in provincia e diocesi di Brescia; fa parte della zona pastorale del Sebino.

## Storia

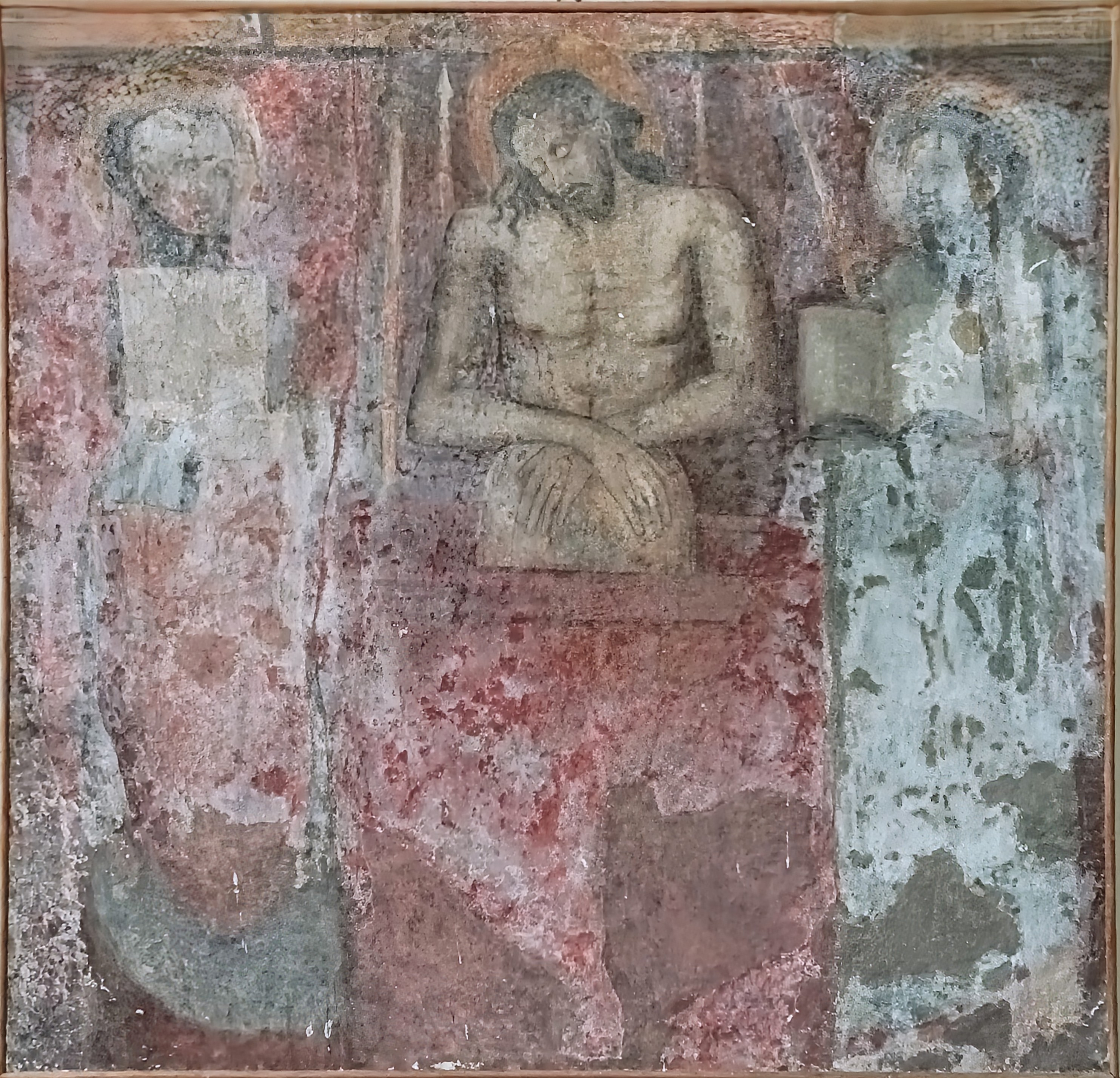
L'antico affresco strappato dalla chiesa di San Martino vecchia conservato a Palazzo Monti della Corte

L'originaria chiesa di San Martino a Nigoline, nata tra la fine del Trecento e l'inizio del Quattrocento, sorgeva accanto al palazzo Monti Della Corte; di essa sopravvivono alcuni resti sotto un porticato del suddetto palazzo, nel quale è tra l'altro conservato un affresco proveniente da quell'antico luogo di culto.

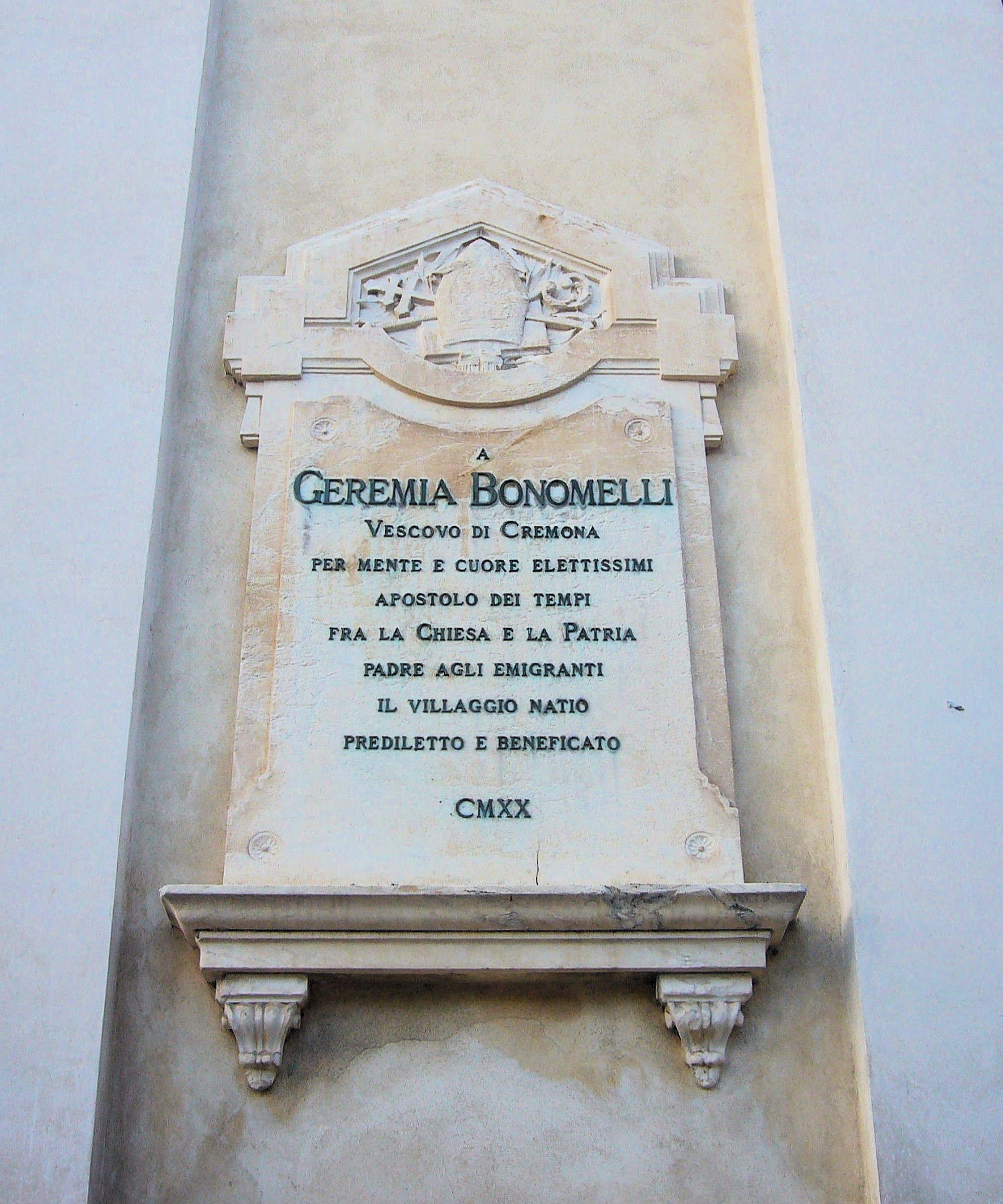
La lapide marmorea che commemora il vescovo Geremia Bonomelli

Nonostante ufficialmente all'epoca il titolo di parrocchiale spettasse alla chiesa di Sant'Eufemia, lontana del centro, gran parte delle funzioni si teneva presso la chiesetta di San Martino. Questa situazione è confermata pure nella relazione della visita effettuata nel 1580 dall'arcivescovo di Milano Carlo Borromeo, il quale in quell'occasione annotò che entro i confini della parrocchia vi era pure un oratorio intitolato a san Defendente.
Nel 1598 il vescovo di Brescia Marino Zorzi acconsentì che venisse eretta in paese una parrocchiale di maggiori dimensioni: il terreno per il costruendo edificio venne messo a disposizione dai signori Della Corte, a cui era stata venduta la cappella medievale di San Martino.
Nel 1602 venne approvato il progetto della chiesa, le cui strutture murarie furono portate a termine nel 1611; l'inaugurazione ufficiale si tenne nel 1620, sebbene già da alcuni anni vi si officiava.
La sagrestia fu ristrutturata ed ingrandita nel 1725; nel 1828 venne realizzata la facciata e nel 1840 si procedette alla sopraelevazione dei muri dell'edificio.
Nel 1910 la parrocchiale fu interessata da un intervento di restauro e di decorazione e due anni dopo venne benedetta dal vescovo di Cremona Geremia Bonomelli.
L'adeguamento liturgico secondo le usanze postconciliari fu condotto negli anni settanta mediante l'aggiunta dell'altare rivolto verso l'assemblea e la rimozione delle balaustre che delimitavano il presbiterio.
Nel 1989 la parrocchia entrò a far parte della neo-costituita zona pastorale del Sebino, come stabilito dal Direttorio diocesano per le zone pastorali, emanato il 14 aprile di quell'anno con decreto del vescovo Bruno Foresti.

## Descrizione

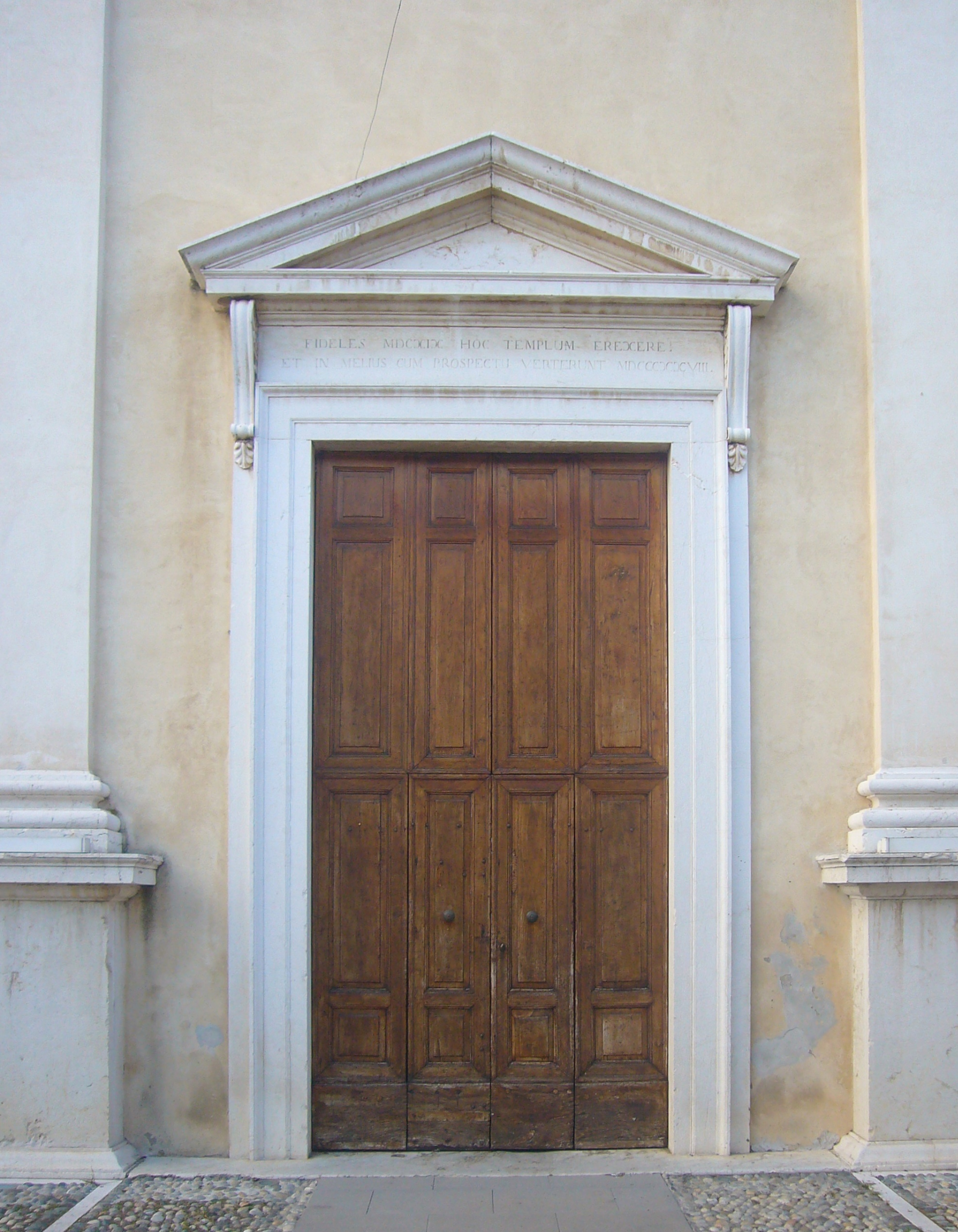
Il portale d'ingresso

### Esterno
La facciata a capanna della chiesa, rivolta a mezzogiorno, è tripartita da quattro lesene corinzie, poggianti su basamenti e sorreggenti la trabeazione e il frontone modanato e dentellato; nel mezzo, preceduto da una breve scalinata, sono presenti il portale d'ingresso timpanato e una finestra a lunetta.
Annesso alla parrocchiale è il campanile a base quadrata, la cui cella presenta su ogni lato una monofora a tutto sesto ed è coperta dal tetto a quattro falde.

### Interno
L'interno dell'edificio si compone di un'unica navata, sulla quale si affacciano le cappelle laterali, introdotte da archi a tutto sesto, e le cui pareti sono scandite da lesene sorreggenti la trabeazione modanata e aggettante sopra la quale si imposta la volta a botte; al termine dell'aula si sviluppa il presbiterio, rialzato di alcuni gradini, coperto dalla volta a cupola e chiuso dall'abside piatta.
Qui sono conservate diverse opere di pregio, tra le quali la pala raffigurante la Beata Vergine e San Martino, firmata da Sante Cattaneo, la statua con soggetto la Madonna del Rosario, eseguita dai Fantoni nel 1768, e la Via Crucis, risalente al 1779.